# نزار أشرف
نزار أشرف مواليد 2 نوفمبر 1953، هو لاعب كرة قدم عراقي سابق تنافس في أولمبياد صيف عام 1980.

## المسيرة الاحترافية

### أندية لعب لها
- نادي الطلبة

## روابط خارجية
- نزار أشرف على موقع أوليمبيديا (الإنجليزية)